# Olano (Álava)
Olano es un concejo del municipio de Cigoitia, en la provincia de Álava, España.

## Historia
Hacia mediados del siglo XIX, el lugar, ya por entonces perteneciente a Cigoitia, tenía contabilizada una población de 52 habitantes. Aparece descrito en el duodécimo volumen del Diccionario geográfico-estadístico-histórico de España y sus posesiones de Ultramar de Pascual Madoz con las siguientes palabras:

OLANO: l. del ayunt. de Cigoitia en la prov. de Alava, part. jud. de Vitoria (2 1/2 leg.), aud. terr. de Búrgos, c. g. de las Provincias Vascongadas, dióc. de Calahorra (18). sit. al N. de la prov.: clima frio: le combate el viento N. y se padecen constipados y pulmonias. Tiene 10 casas, igl. parr. dedicada á San Bartolomé y servida por un cura beneficiado con título perpétuo de nombramiento del ordinario; cementerio, y para surtido del vecindario varias fuentes de aguas comunes. El térm. se estiende una leg. de N. á S. y media de E. á O., y confina: N. Zarate y Manurga; E. Ondategui; S. Zaitegui, y O. valle de Zuya; comprendiendo dentro de su circunferencia parte del monte Gorbea poblado de robles, espinos, argomas y elechos. El terreno es de buena calidad, aunque algo delgado; le atraviesa un riach. que se forma de varios manantiales, y tiene un puente de madera. Los caminos son de pueblo á pueblo, en estado regular: el correo se recibe de Vitoria por un propio. prod.: trigo, maiz, centeno, avena y otras menudencias y legumbres; cria de ganado cabrío, lanar y caballar; caza de perdices, liebres y tordas. ind.: ademas de la agricultura y ganadería hay un molino harinero. pobl.: 11 vec., 52 alm. riqueza y contr.: con su ayuntamiento (V.).
(Madoz, 1849, p. 229)

En 2022, la entidad singular de población tenía empadronados veintitrés habitantes y el núcleo de población, veinte.

## Demografía
| Gráfica de evolución demográfica de Olano entre 2000 y 2019 |
|                                                             |
| Población de derecho según los censos de población del INE. |

## Patrimonio

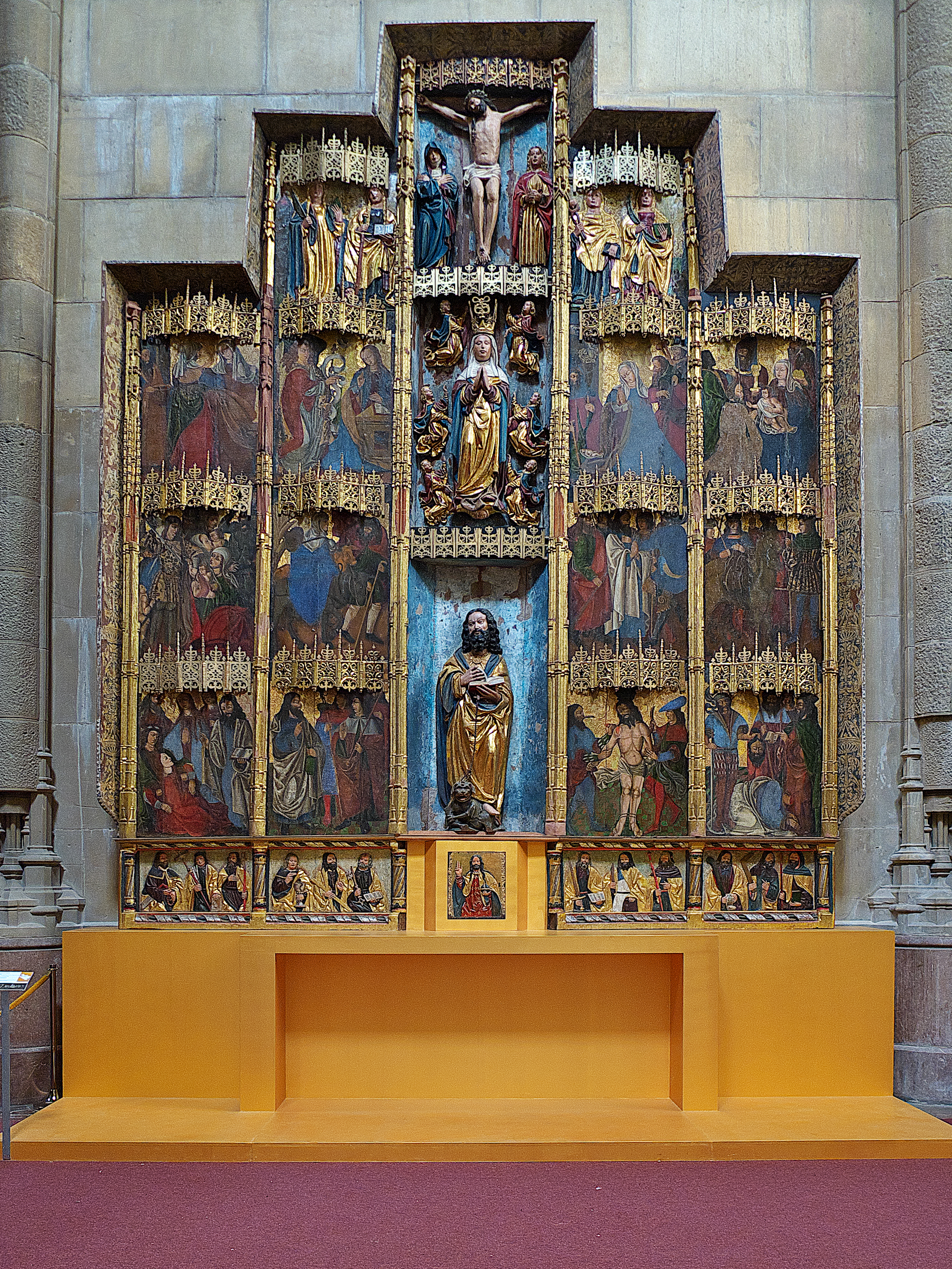
Retablo mayor de la iglesia de San Bartolomé

Hay en el concejo una iglesia de San Bartolomé.